# Таратынов, Валентин Васильевич
Валентин Васильевич Таратынов (род. 24 июня 1948, Москва) — советский легкоатлет, специалист по бегу на средние дистанции. Выступал за сборную СССР по лёгкой атлетике в начале 1970-х годов, чемпион Европы в помещении, победитель и призёр первенств всесоюзного значения, бывший рекордсмен мира в эстафете 4 × 800 метров в помещении. Представлял Москву и ЦСКА. Мастер спорта СССР.

## Биография
Валентин Таратынов родился 26 июня 1948 года в Москве.
Начал заниматься лёгкой атлетикой в 1964 году, проходил подготовку в Москве под руководством заслуженных тренеров России Никифора Герасимовича Попова и Юрия Алексеевича Кириллова, выступал за ЦСКА.
Первого серьёзного успеха на всесоюзном уровне добился в сезоне 1970 года, когда на чемпионате СССР в Минске стал бронзовым призёром в зачёте бега на 800 метров.
В 1971 году вошёл в состав советской сборной и выступил на чемпионате Европы в помещении в Софии, где вместе со своими соотечественниками Станиславом Мещерских, Алексеем Тарановым и Виктором Семяшкиным с мировым рекордом 7:17.8 превзошёл всех соперников в программе эстафеты 4 × 800 метров и завоевал золотую медаль.
В 1972 году на чемпионате Европы в помещении в Гренобле совместно с Алексеем Тарановым, Иваном Ивановым и Станиславом Мещерских выиграл серебряную награду в эстафете 4 × 720 метров, уступив только команде из Западной Германии.
Мастер спорта СССР.